# نورت‌وست هاربورکریک (پنسیلوانیا)
نورت‌وست هاربورکریک (به انگلیسی: Northwest Harborcreek) یک منطقهٔ مسکونی در ایالات متحده آمریکا است که در پنسیلوانیا واقع شده‌است. نورت‌وست هاربورکریک ۸٬۹۴۹ نفر جمعیت دارد.